# Caralluma awdeliana
Caralluma awdeliana là một loài thực vật có hoa trong họ La bố ma. Loài này được (Deflers) A.Berger mô tả khoa học đầu tiên năm 1910.